# Liebe ist für alle da
 (prev. Ljubav je tu za sve) ovo je šesti studijski album nemačkog "Neue Deutsche Härte" (na srpskom: Novi nemački teški") benda Ramštajn. Izbačen je putem produkcijske kuće Juniversal mjuzik grup u Evropi 16. oktobra 2009, u Ujedinjenom Kraljevstvu 19. oktobra 2009, a u Sjedinjenim Američkim Državama  20. oktobra 2009.
Ovaj album bi bio bendov poslednji album za skoro čitavu deceniju, sve do njihovog neimenovanog pratećeg albuma, maja 2019. 

## Promocije i izdavanje albuma
Album je potvrđen 1. septembra 2009, u promotivnom videu, za njihov novi singl, "Pussy", koji je izdat 18. septembra 2009, u Evropskoj Uniji, i 19. septembra 2009, u Sjedinjenim Američkim državama. Singlova "B-strana" je bila "Rammlied". Video za "Pussy" izdat na veb sajtu za odrasle Vizit-Iks, dva dana pre singla. Video je prikazivao eksplicitne scene ženske u muške golotinje, kao i članovi benda kako stupaju u seksualne odnose sa ženama. Jula 2009, promotivna verzija pesme "Liebe ist für alle da", je procurela na internetu, uz raznovrsni promotivni materijal. Slike, koje su uslikane tokom snimanja albuma, su kasnije postale dostupne na Ramštajnovom oficijalnom veb sajtu. Album je izdat 16. oktobra 2009, u Evropi i 20. oktobra, u Sjedinjenim Američkim Državama.
Paul H. Landers, član benda, je rekao da će se pesme, koje se nisu našle na albumu, pojaviti na "B-stranama" singlova i da će postojati posebno izdanje albuma sa pet dodatnih pesama. 8. novembra 2009, Ramštajn je prvi put nastupao na njihovoj turneji "Liebe ist für alle da" u Lisabonu, Portugaliji, ovo je bio njihov prvi nastup uživo, u četiri godine. Kao što je bilo najavljeno video je snimljen za albumov treći singl "Haifisch", koji je premierno prikazan na bendovom oficijalno MajSpejs profilu, 23. aprila 2010.

## Komercijalni uspeh
"Liebe ist für alle da" je bio treći album na listi najpopularnijih u Francuskoj, čineći ga najuspešnijim albuma benda do tada.  Bio je trinaesti na listama Sjedninjenih Američkih Država, i s time postao Ramštajnov najuspešniji album u Americi, iako je spao sa te pozicije posle četiri nedelje. U Nemačkoj, album je ušao u liste kao broj jedan, što je bio najbolji početak za album 2009. godine, pobedivši album popularnog nemačkog R&B pevača, Ksevijera Naidua, "Alles kann besser werden". Ostao je visoko na listama, sve dok nije bio cenzurisan.

## Cenzura
Album je dodat u indeks Bundesprüfstelle für jugendgefährdende Medien (Federalni Departman za Mediju Nepoželju za Mlade) u Nemačkoj, jer je pesma "Ich tu dir weh" i slika koja se nalazila u albumskom bukletu, prikazivala kako Ričarda Kruspe udara po dupetu golu devojku. Ovo je značilo da samo odrasli mogu da kupe album; takođe, prikazivanje albuma u prodavnica, u kojima su mogli maloletnici da ulaze, je bilo zabranjeno. Zbog ovoga, album je bio ponovno izbačen u Nemačkoj, 16. novembra 2009. u izmenjenom izdanju, bez malopre pomenute pesme i slike. Bend je i dalje izvodio pesmu uživo u Nemačkoj, sve do trenutka kada je bila zabranjena na performansima uživo.
Uprkos cenzuri, video za pesmu "Ich tu dir weh" je izbačen 21. decembra 2009. na veb sajtu za odrasle "Visit-X", nakon reklamiranja na bendovom oficijalnom sajtu. Sve reference od tad su uklonjene, verovatno zbog donošenja zakona u Nemačkoj, koji zabranjuje reklamiranje medije koja je u indeks.
31. maja 2010. administrativni sud u Kelnu je odlučio da povuče zabranu postavljenu cenzurom. Nemački Departman za Medije je, 1. juna, povukao pesmu sa liste cenzurisanih pesama. 9. juna, bend je najavio da će originalna verzija albuma biti dostupna na njihovom vebsajtu, kao i da je izbacivanje singla "Ich tu dir weh" u Nemačkoj planirano za skorije vreme. Singl je izbačen 5. februara 2010., kao i u Ujedinjeno kraljevstvu 15. februara 2010.

## Lista pesama
Аутор(и) свих текстова и песама: Ramštajn   (Ričard Kruspe, Paul Landers, Til Lindeman, Kristian LorenC, Oliver Ridel, Kristof Šnajder). 
| №               | Назив                                         | Трајање |  |
| 1.              | Rammleid ("Rammpesma")                        | 5:19    |  |
| 2.              | Ich tu dir weh ("Povređujem te")              | 5:02    |  |
| 3.              | Waidmanns Heil ("Lovčev pozdrav")             | 3:33    |  |
| 4.              | Haifisch ("Ajkula")                           | 3:45    |  |
| 5.              | B********                                     | 4:15    |  |
| 6.              | Frühling in Paris ("Proleće u Parizu")        | 4:45    |  |
| 7.              | Wiener Blut ("Bečka krv")                     | 3:53    |  |
| 8.              | Pussy                                         | 4:00    |  |
| 9.              | Liebe ist für alle da ("Ljubav je za sve tu") | 3:26    |  |
| 10.             | Mehr ("Još")                                  | 4:09    |  |
| 11.             | Roter Sand ("Crveni pesak")                   | 3:59    |  |
| Укупно трајање: | Укупно трајање:                               | 46:06   |  |

- Po Ričardu Kruspu, "B********" je "Bückstabü", što je izmišljena reč od strane benda, i znači šta god da slušalac želi da znači.[12]
- Pesma "Frühling in Paris" sadrži stih "Non, je ne regrette rien" iz pesme Edit Pijaf.

Druga pesma, "Ich tu dr weh" je zamenjena za četiri sekunde tišine, u Nemačkoj cenzurisanoj verziji. Na cenzurisanoj verziji albuma je ispisano "Ich tu dir weh* *Entfernt nach Zensur durch die Behörden der Bundesrepublik Deutschland." (Uklonjeno nakon cenzure od strane autoriteta Savezne Republike Nemačke).

## Dodatne pesme iz specijalnog izdanja
Аутор(и) свих текстова и песама: Ramštajn   (Ričard Kruspe, Paul Landers, Til Lindeman, Kristian LorenC, Oliver Ridel, Kristof Šnajder). 
| №               | Назив                                                                 | Трајање |  |
| 1.              | Führe mich ("Vodi me")                                                | 4:34    |  |
| 2.              | Donaukinder ("Deca Dunava")                                           | 5:18    |  |
| 3.              | Halt ("Stoj")                                                         | 4:21    |  |
| 4.              | Roter Sand (Orchester Version) ("Crveni pesak (Orkestarska verzija)") | 4:06    |  |
| 6.              | Liese ("Žensko ime")                                                  | 3:56    |  |
| Укупно трајање: | Укупно трајање:                                                       | 22:15   |  |

## Članovi
Ramštajn
- Til Lindeman - vodeći vokali
- Ričard Kruspe - vodeća gitara, prateći vokali
- Oliver Ridel - bas gitara
- Paul Landers - ritam gitara, prateći vokali
- Kristian Lorenc - klavijatura
- Kristof Šnajder - bubnjevi

Produkcija
- Jakob Helner i Ramštajn

## Top liste
| Top liste (2009)                         | Najviša pozicija |
| ---------------------------------------- | ---------------- |
| Australijska top lista albuma            | 9                |
| Austrijska top lista albuma              | 1                |
| Belgijska top lista albuma               | 3                |
| Kanadska top lista albuma                | 29               |
| Hrvatska top lista albuma                | 7                |
| Češka top lista albuma                   | 1                |
| Holandijska top lista albuma             | 1                |
| Danska top lista albuma                  | 1                |
| Evropska top lista albuma                | 1                |
| Finska top lista albuma                  | 1                |
| Francuska top lista albuma               | 2                |
| Nemačka top lista albuma                 | 1                |
| Grčka top lista albuma                   | 30               |
| Mađarska top lista albuma                | 10               |
| Irska top lista albuma                   | 25               |
| Italijanska top lista albuma             | 14               |
| Japanska top lista albuma                | 165              |
| Meksikanska top lista albuma             | 4                |
| Novo Zelandska top lista albuma          | 15               |
| Norveška top lista albuma                | 4                |
| Poljska top lista albuma                 | 2                |
| Portugalijska top lista albuma           | 4                |
| Ruska top lista albuma                   | 2                |
| Slovenačka top lista albuma              | 1                |
| Španska top lista albuma                 | 5                |
| Švajcarska top lista albuma              | 1                |
| Švedska top lista albuma                 | 3                |
| Ujedinjenog Kraljevstva top lista albuma | 16               |
| SAD top lista albuma                     | 13               |
| Svetska top lista albuma                 | 3                |

### Top liste kraja godine
| Chart (2009)                  | Rank |
| ----------------------------- | ---- |
| Finska top lista albuma       | 3    |
| Nemačka top lista albuma      | 7    |
| Poljska top lista albuma      | 30   |
| Chart (2010)                  | Rank |
| Evropska top 100 lista albuma | 47   |
| Nemačka top lista albuma      | 67   |

## Istorija izdavanja
| Country                | Date              |
| ---------------------- | ----------------- |
| Evropa                 | 16. oktobar 2009. |
| Ujedinjeno Kraljevstvo | 19. oktobar 2009. |
| SAD                    | 20. oktobar 2009. |
| Australija             | 23. oktobar 2009. |
| Kanada                 | 27. oktobar 2009. |
| Japan                  | 16. oktobar 2009. |